# Standardne slitine srebra
Standardne slitine srebra odnose se na slitine srebra koje se koriste u proizvodnji ili izradi srebrnih predmeta. Ovaj je popis organiziran od najviše do najniže finoće, odnosno čistoće srebra izražene u tisućinkama.
- Fino srebro  ima finoću od 999. Naziva se i čisto srebro, fino srebro sadrži 99,9% srebra, plus 0,1% primjesa. Ova vrsta srebra koristi se za izradu poluga za međunarodnu trgovine robom i investicijsko srebro.U suvremenom se svijetu smatra da je fino srebro previše mekano za opću upotrebu.

- Britanija srebro  ima finoću od najmanje 958. Legura je to 95,84% čistog srebra i 4,16% bakra ili drugih metala. Britanski standard razvijen je u  Britaniji 1697. godine kako bi se spriječilo topljenje srebrnog novca. U Britaniji je bio obavezan između 1697. i 1720., kada je obnovljen sterling standard srebra. Nakon toga postao je neobavezni standard.

- Francuski primarni standard  ima najmanju finoću od 950. 95% srebra i 5% bakra ili drugih metala.

- Ruski standard od 91 zolotnika ima finoću od 947 [. Zolotnik (ruski zlatnik, od ruskog zoloto) korišten je u Rusiji još u 11. stoljeću za označavanje težine zlatnika. U svojoj najranijoj upotrebi zolotnik je iznosio 1/96 funte, ali je kasnije promijenjen u 1/72 funte. Devedeset i jedan (91) zolotnik ima ekvivalentnu finoću od 947. Tako legura sadrži 94,79% čistog srebra i 5,21 posto bakra ili drugih metala.

- Sterling srebro  ima u tisućinkama izraženu finoću od 925. Legura od 92,5% čistog srebra i 7,5 posto bakra ili drugih metala. Ova legura je bila korištena u ujedinjenom kraljevstvu od početka 12. stoljeća.Danas najčešće korištena srebrna slitina.

- Kanadska slitina za kovanice finoće 800 ,korištena je do 1968. Upotrebljena legura sadržavala je 80,00% srebra i 20% bakra. <
- ruski standard od 88 zolotnika imao je finoću od 916. Legura je sadržavala 91,66% čistog srebra i 8,34% bakra ili drugih metala.

- Srebro za kovanice  ima finoću od 900. Izraz "srebrna kovanica" izveden je iz činjenice da je veći dio proizveden pretapanjem kovanog novca. Ovdje je važno napomenuti da postoje razlike između normi za srebrni novac i srebrne legure dobivene od kovanica, koja se zapravo koristila u izradi srebrnih predmeta. Standard kovanica u Sjedinjenim Državama bio je 90% srebra i 10% bakra, kako su to diktirale smjernice Federal Trade Commission. Međutim, u srebrnjarstvu, kovanice su mogle dolaziti i od drugih država, osim iz Sjedinjenih Država, pa je tako novac korišten u izradi srebrnih predmeta mogao varirati od finoće 750  (75% srebra) do 900 (90% srebra). Kovanice su korištene kao izvor srebra u SAD-u do 1868. godine, ubrzo nakon otkrića Comstock Lode nalazišta u Nevadi, koje je pružilo značajan novi izvor srebra. Otprilike u ovom trenutku američka industrija srebra usvojila je sterling standard.

- ruski standard od 84 zolotnika  ima ekvivalentnu finoću od 875. Legura sadrži 87,5% čistog srebra i 12,5% bakra ili drugih metala.

- Skandinavsko srebro  ima finoću 830. Skandinavska legura srebra sadrži 83% čistog srebra i 17% bakra ili drugih metala.

- Njemačko srebro  bit će označeno finoćom od 800 ili 835 (80% ili 83,5% čistog srebra).Često korišteno za jedaći pribor i nakit,te satove.

## Vanjske poveznice
- A Small Collection of Antique Silver and Objects of vertu
- Online Encyclopedia of Silver Marks, Hallmarks & Maker's Marks